# Polígono (gráficos por ordenador)

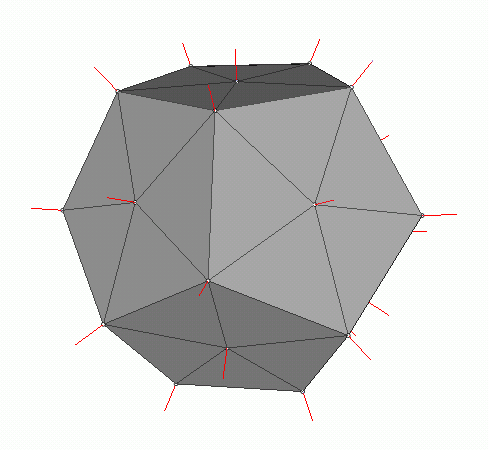
Modelo poligonal multifacético

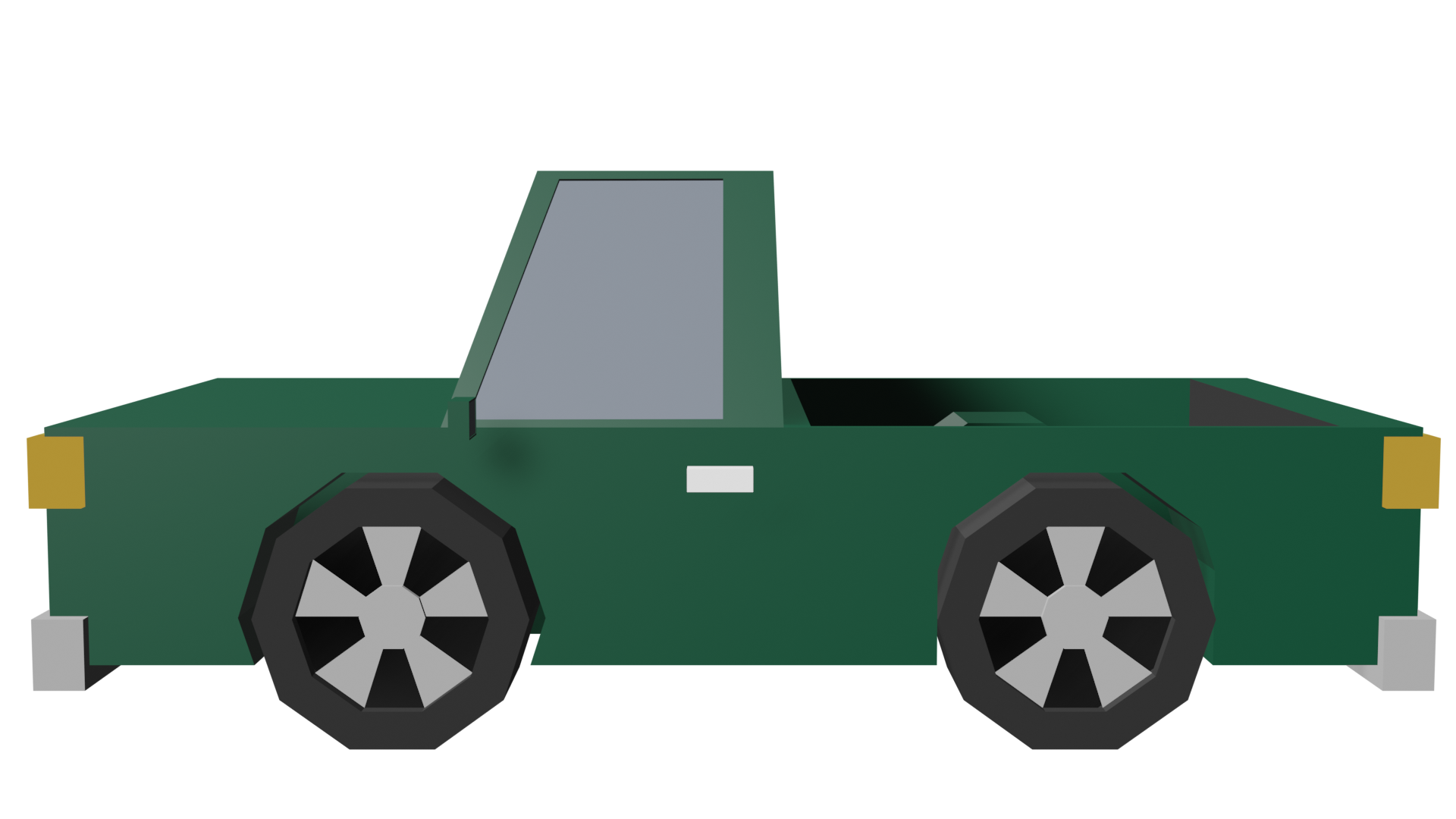
Animación de un camión verde con polígonos.

Los polígonos se utilizan en gráficos por ordenador para componer imágenes tridimensionales. Por lo general (pero no siempre) son triangulares. Los polígonos surgen cuando se modela la superficie de un objeto, se seleccionan los vértices y el objeto es renderizado en un modelo de wireframe. Esto es más rápido de mostrar que un modelo sombreado; así, los polígonos son una etapa en la animación por computadora. El recuento de polígonos se refiere al número de polígonos que se representan por fotograma.